# Корона (Болцано)
Корона је насеље у Италији у округу Болцано, региону Трентино-Јужни Тирол.
Према процени из 2011. у насељу је живело 141 становника. Насеље се налази на надморској висини од 821 м.